# 斯洛比德卡 (奧布希夫區)
50°1′3″N 30°35′10″E / 50.01750°N 30.58611°E
斯洛比德卡（烏克蘭語：Слобідка，2024年9月前名为红斯洛比德卡（烏克蘭語：Красна Слобідка），是位於烏克蘭北部的村莊，由基辅州奧布希夫區奧布希夫市鎮負責管轄。該村始建於1685年，面積6.4平方公里，海拔高度140米，2001年人口1,576，人口密度每平方公里246.3人。
2024年9月19日，乌克兰最高拉达将此镇的名字改为斯洛比德卡。